# Knappheitsprinzip
Das Knappheitsprinzip (auch Knappheitseffekt, englisch Scarcity-effect) ist ein vom Psychologen Stephen Worchel untersuchtes Phänomen, das der Reaktanztheorie gleicht und mit der Knappheit von Gütern zusammenhängt. Nach dem Knappheitsprinzip zeigen Menschen eine Vorliebe für quantitativ begrenzte Güter, unabhängig von deren Produktqualität. Dies kann damit erklärt werden, dass ein geringes Angebot mit Exklusivität bzw. hoher Qualität assoziiert wird.

## Experiment
Stephen Worchel untersuchte 1975 in einem als Verbraucherstudie getarnten Experiment die Vorliebe für verschiedene Kekse, wobei eine Gruppe der Probanden eine ganze Schachtel Kekse erhielt, die andere dagegen lediglich zwei Kekse. Es zeigte sich, dass genau diese wenigen Kekse am beliebtesten waren und am häufigsten von den Probanden gewählt wurden.

## Marketing
Unternehmen nutzen weltweit das Knappheitsprinzip als Marketinginstrument im Rahmen der künstlichen Knappheit, um die Exklusivität eines Produktes oder einer Marke zu sichern. Hierzu wird die produzierte Menge – bei gegebener Nachfrage – bewusst zu niedrig angesetzt und auf die möglichen Erträge aus den nicht produzierten Mengen verzichtet. Diese Strategie wird vor allem durch Hersteller von Luxusgütern (wie die It-Bags von Louis Vuitton, Hermès oder Chanel) verfolgt, indem sie die Unzugänglichkeit eines Produkts durch Wartezeit und Hochpreisstrategie als zwei einer Luxusmarke inhärente Eigenschaften etablieren.